# Night Shift (jeu vidéo)
Pour les articles homonymes, voir Night Shift.
Night Shift est un jeu vidéo développé par Attention to Detail et publié en 1990 par Lucasfilm Games sur PC (DOS), ZX Spectrum, Amstrad CPC, Commodore 64, Amiga, et Atari ST. C'est un jeu d'action unique dans lequel le héros est un ouvrier travaillant dans une usine appartenant à Industrial Might and Logic (une parodie d'Industrial Light and Magic). Votre personnage veille au bon fonctionnement de l'usine qui fabrique des figurines à l'image de personnages emblématiques de Star Wars comme les stormtroopers et Dark Vador. Le but du jeu est de s'assurer que l'usine ne rencontre aucun problème de production et d'améliorer au fur et à mesure le logement de l'ouvrier,,. 

## Développement
Développé par Jon Dean, Chris Gibbs, Fred Gill, John Steele, Jim Torjussen et Martin Green, le jeu a été conçu dans un premier temps sous le nom de Fixit. Le jeu permettait également de contrôler un ouvrier qui devait éviter à tout prix qu'une machine nommé « Beast » (bête en français) tombe en panne tout en devant régulièrement la recharger en électricité via un générateur connecté à un vélo. Inspiré par l’attrait de Gibbs pour l’ingénierie depuis son enfance, il a développé l’idée d'origine en suggérant que le joueur doive se déplacer au sein de la machine en reprenant les codes des jeux de plateforme, renommant ensuite le jeu Mr. Fixit. Dean a rencontré les producteurs de LucasArts, qui se sont montrés réceptifs au projet, mais qui souhaitaient également utiliser leurs propriétés intellectuelles dans le jeu. Dean a repensé le concept du jeu pour l'intégrer en marge de l'univers de Star Wars et a ajouté un personnage féminin jouable pour pousser la gent féminine à acheter le jeu. LucasArts a suggéré de renommer le titre Night Shift et Dean a conçu la notice du jeu comme étant un livret de bienvenue d'un employé, inspiré des notices utilisées dans les jeux Infocom.